# 福富満久
福富満久（ふくとみ　みつひさ、1972年8月29日 - ）は、日本の政治学者。一橋大学大学院社会学研究科教授（超域社会研究分野）。専門は、国際政治学、国際関係論、安全保障、国際正義論、地政学・地政戦略研究。福岡市出身。

## 略歴
早稲田大学政治経済学部政治学科卒業、2009年パリ政治学院国際関係Ph.D.コース修了、2010年早稲田大学大学院政治学研究科博士後期課程修了。Ph.D. 国際関係学（パリ政治学院）、博士 政治学（早稲田大学）。

## 人物
財務省所管財団法人国際金融情報センター主任エコノミスト、青山学院大学総合文化政策学部非常勤講師、一橋大学大学院社会学研究科准教授を経て、2015年4月より現職。東京大学「イスラーム地域研究」拠点グループ2「中東政治の構造変容」共同研究員、カリフォルニア大学サンタバーバラ校客員研究員、キングスカレッジロンドン戦争学研究科客員上席研究員他。1990年代に3年半チュニジアの首都チュニスに在住、国際金融情報センターではアルジェリア、リビア、エジプト、サウジアラビア、イラン、ナイジェリア、南アフリカなど資源国のカントリーリスク調査および国際政治学からのリージョナルリスク分析も担当した。
昨今の中東情勢を受けて、NHK日曜討論、NHK BS1「おはよう世界」「ワールドWave」、BSフジプライムニュース、CS朝日ニュースター、日経ニュースプラス9などに出演。日本経済新聞「経済教室」、日経ヴェリタス、週刊エコノミスト誌他執筆多数。
近年の関心は、グローバリゼーションに伴う地球社会の諸問題に関する研究・分析（帝国と従属、国際金融のメカニズムや国際資本の支配構造、資源獲得の攻防、アメリカの外交政策、安全保障問題、中東和平問題、宗教対立、国際テロリズム、軍事介入、コミュニタリアニズム、潜在能力と自由、選択的アイデンティティ、救済責任等）および「Gゼロ」における国際政治学、政治経済学等の理論、政治哲学や地政学的手法を応用した国際平和の模索と国際正義に関する研究。
パリ政治学院時代は、元世界政治学会副会長で国際政治学者のベルトランド・バディに師事した。指導教授は他に国際政治学者のギヨーム・デュヴァン、同イブ・シュメイユ、パリ政治学院教授で国連特別代表のガッサン・サラメ。
英王立地理学会フェロー（FRGS）

## 著作

### 単著
- ベルトランド・バディ、福富満久翻訳『蔑まれし者たちの時代―現代国際関係の病理』2024年1月
- 編著『新国際平和論』, ミネルヴァ書房, 2023年10月
- 『戦火の欧州・中東関係史―収奪と報復の200年』, 東洋経済新報社, 2018年5月
- 「Gゼロ時代のエネルギー地政学―シェール革命と米国の新秩序構想」岩波書店2015年1月
- 「国際平和論【岩波テキストブックス】」岩波書店 2014年9月
- L’autoritarisme dans la structure politico-économique internationale, Dictus Publishing, 2012.7.31
- 「中東・北アフリカの体制崩壊と民主化」岩波書店2011年10月

### 論文
- Oil or geopolitical issues? : Quantitative rethinking of political instability in the Middle East and North Africa, GeoJournal, Vol 89, Springer, article number 55, (2024) 24 February 2024.
- Could humanitarian intervention fuel the conflict instead of ending it? International Politics, 59, 640–660 (2022),  Springer Science and Business Media {LLC}
- 「「軍事介入の論理」NATOと中東ー欧州の外と内にある敵」日仏政治学会編『日仏政治研究』 第巻第13号, 2019.3
- 「独立住民投票監視：イラク・クルド自治区のその後」『中東協力センターニュース』 第43巻第3号, p.20-28, 一般財団法人中東協力センター, 2018.6
- 「英国の中東新戦略「The Middle East：Time for New Realism」とは何か」『中東協力センターニュース』 第42巻第5号, p.21-29, 一般財団法人中東協力センター, 2017.8
- “Humanitarian Intervention in Libya: Is It Causing Internal War ?” Hitotsubashi Journal of Law and Politics (45), p.23-32, Hitotsubashi University, 2017.2.
- 「リビアで何が起きているのか」『海外事情』 第64巻第9号, p.46-62, 拓殖大学海外事情研究所, 2016.9
- 「「軍事介入の論理」M. ウォルツァーと M. イグナティエフ―シリア問題に寄せて―」『一橋社会科学』 第5巻第号, p.29-46, 一橋大学大学院社会学研究科, 2013.8
- 「植民地、資源、内戦―アルジェリア、リビア、そしてシリア」『海外事情』 第61巻第7・8号, p.77‐95, 拓殖大学海外事情研究所, 2013.7
- 「「アラブの春」その後　エジプト民主政移行への三つの焦点」『外交』 通巻12号, 外務省、都市出版株式会社, 2012.3
- 「リビア内戦と国際的介入―コンストラクティヴィズムの射程と「保護する責任」」『国際問題』 通巻605号, 日本国際問題研究所, 2011.10
- 「中東・北アフリカにおける民主化とインターネットのインパクト」『国際金融』 通巻1224号, 外国為替貿易研究会, 2011.5
- 「EUの新世代エネルギー戦略－「欧州版グリーン・ニューディール」構想－」『国際金融』 通巻1204号, 外国為替貿易研究会, 2009.9
- 「石油・天然ガス資源大国アルジェリア－その光と影を見つめて」『中東研究』 通巻500号, 中東調査会, 2008.6
- 「新生リビアの実像－レンティア国家論に基づく一考察－」『中東学会年報』 通巻2008年度24-1号, 中東学会, 2008.6
- 「中東･北アフリカをめぐる民主化研究－オリエンタリズム的リサーチ･フィールドから国家へのアプローチへ－」『早稲田政治公法研究』 通巻82号, 早稲田大学大学院政治学研究科紀要, 2006.8
- 「持続する独裁制と経済運営－チュニジア（1961‐2004）－」『早稲田政治公法研究』 通巻81号, 早稲田大学大学院政治学研究科紀要, 2006.4

### 講演・報道機関での解説等
- NHK日曜討論『続くガザ危機　中東情勢の行方は』2024年2月18日
- 日経ニュースプラス9 米国の中東戦略　中国の台頭とサウジ・イラン戦略, 2023.6.14
- Le pétroyuan menacera-t-il l'hégémonie américaine ? :L'essence de la stratégie BRI(Belt and Road Initiative) et la politique pétrolière de la République populaire de Chine, European Response to Chinese Belt and Road Initiative and Future of Capitalism, Université Libre de Bruxelles 2022.8.14
- 米バイデン新政権と中東の地政学的展望, 2020.12,三菱UFJモルガン・スタンレー証券 機関投資家向けセミナー
- グローバルリスク化する中東の混迷：中東と国際政治, 2019.6, 佐倉市国際文化大学
- 「環地中海地域としての中東」, 第1回中東講演会, 2018.9, JICA国際協力機構
- 「マクロン大統領と中東政策―マクロン政権の1年を検証する」, 日仏政治学会, 2018.8, 明治大学駿河台キャンパス アカデミーコモン
- 「これからの中東情勢と展望」, 名古屋経済倶楽部, 2018.3, 名古屋東京第一ホテル錦
- 「第3回　世界で何が起きているのか―国際政治と理想、制度、構造―」, 平成29年度茨城県弘道館アカデミー県民大学後期講座, 2017.11, 茨城県鹿行生涯学習センター・茨城県女性プラザ
- 「第2回　世界で何が起きているのか―米国の覇権と中国の台頭―」, 平成29年度茨城県弘道館アカデミー県民大学後期講座, 2017.10, 茨城県鹿行生涯学習センター・茨城県女性プラザ
- 「第1回　世界で何が起きているのか―テロリズム・シリア内戦・民主主義―」, 平成29年度茨城県弘道館アカデミー県民大学後期講座, 2017.10, 茨城県鹿行生涯学習センター・茨城県女性プラザ
- 「共存共栄主義から一国主義へ―トランプ大統領と世界―」, 小金井市市民講座, 2017.10, 小金井市市民会館
- 「未来世紀ジパングーオーストラリアを巡る地政学」, ゲスト, 2017.7, テレビ東京
- 「米中2極構造下での資源エネルギー環境の変化と地政学リスクへの対応」, 平成29年度第2回エマージング市場委員会, 2017.7, 日本機械輸出組合
- 「EUとこれからの国際情勢について」, ラジオ局ニッポン放送火曜コメンテーター宮崎哲弥氏「ザ・ボイス」ゲスト, 2017.6.6, ニッポン放送

- 「共存共栄主義から一国主義へ―トランプ大統領と世界―」, 小金井市市民講座, 2017.5.31, 小金井市市民会館
- 「グローバルリスク化する中東の混迷」, 埼玉県経営者協会幹事会特別講演会, 2017.3.22, パレスホテル大宮
- 「米中2極構造と地政学リスクへの対応」, 第50回経営課題研究委員会, 2017.2.28, 一般社団法人日本機械工業連合会
- 「中東情勢の展望と大国イランの動向」, 平成28年度第3回成長市場対策委員会, 2016.9.14, 日本機械輸出組合大阪支部
- 「2016年の中東情勢と今後の展望」, 平成28年度第2回エマージング市場委員会, 2016.6.24, 日本機械輸出組合
- 「激動するイスラム世界と国際政治」, 如水会大阪支部「関西＜知と業＞のフロンティア」, 2016.5.27, 関西文化サロン
- 「中東情勢とリビアISについて」, 警察庁国際テロリズム対策課, 2016.4.12, 警察庁
- 「グローバルリスク化する中東の混迷―地政学から読み解く」, 日本経済研究センター, 2016.2.19, 日本経済新聞社本社
- 「チュニジアのテロとその背景について」, NHK NEWS WEB 解説, 2015.3.19, NHK
- 「民主体制の総仕上げとなるか、チュニジア議会選挙」, NHK国際放送局NHK World, 2014.10.24, NHK
- 「中東における米国の覇権主義と安全保障―シェール革命が変える国際政治―」, 一橋大学社会学部・読売新聞立川支局共催連続市民講座, 2014.10.18, 一橋大学兼松講堂

- 「2014年中東情勢と今後の展望」, 平成26年度第3回エマージング市場委員会, 2014.7.18, 日本機械輸出組合
- 「リビア情勢と今後の展望」, 内閣官房内閣情報調査室, 2014.7.11, 国際情勢研究所
- 「北アフリカの安全保障と米国の戦略―国際政治経済学的視点から―」, 中東の国際関係・国際安全保障（MEIRIS）研究会, 2013.10, 慶応義塾大学
- 「緊迫する中東情勢と米国の戦略」, 平成25年度第4回エマージング市場委員会, 2013.9.30, 日本機械輸出組合
- 「エジプト：クーデターと移行軍事政権」, 平成25年度第3回エマージング市場委員会, 2013.7.16, 日本機械輸出組合
- 「中東地域の地政学的展望とリスク要因―シェールガス革命が変えるアメリカと中東の政治力学―」, JBIC国際協力銀行アラブ首長国連邦・ドバイ駐在員事務所, 2013.1.27, JBIC国際協力銀行、アラブ首長国連邦、ドバイ
- 「アジアの政治と経済：Gゼロにおけるアメリカと中国―国際政治学からアジアを相対化する―」, 2012年度青山学院大学・渋谷区教育委員会共催公開講座「新しいアジアを知ろう」第4回, 2012.12.7, 青山学院大学青山キャンパス17号館
- 「新時代への挑戦―北アフリカの政治課題と経済の中期見通し」, 平成24年度第4回エマージング市場委員会, 2012.9.21, 日本機械輸出組合
- 「「アラブの春」後のマグレブ情勢と中期展望」, JBIC国際協力銀行フランス・パリ駐在員事務所, 2012.9.7, JBIC国際協力銀行、フランス、パリ
- 「中東・湾岸情勢と政治経済に与える影響」, JBIC国際協力銀行 外国審査部, 2011.12.9, JBIC国際協力銀行
- 「激動の中東・北アフリカ―最新のチュニジア・エジプト・リビア・シリア情勢と今後の展望」, 平成23年度第6回エマージング市場委員会, 2011.11.22, 日本機械輸出組合
- 「リビア情勢と今後の国際社会」, TBS ニュースバード24時 解説, 2011.10, TBS
- 「カダフィ亡き後のリビア情勢と今後の中東および国際情勢について」, NHK BSワールドWave 解説, 2011.10, NHK
- 「リビアをめぐる国際情勢について」, NHK 総合ニュースウオッチ9　解説, 2011.8, NHK
- 「中東情勢の今後の展望と国際政治・経済に与える影響」, 平成23年度アジア市場委員会, 2011.7.22, 日本機械輸出組合大阪支部
- 「中東民主化の行方：リビアおよび湾岸情勢の今後と経済に与える影響」, 平成23年度第1回エマージング市場委員会, 2011.5.17, 日本機械輸出組合
- 「マグレブ諸国情勢と今後の展望」, 「混迷する中東・北アフリカ情勢と今後の展望」内閣官房内閣情報調査室審議会, 2011.5.24, 国際情勢研究所
- 「中東民主化・新しい時代へ―国際政治・経済に与える影響と今後の展望―」, 平成22年度第10回エマージング市場委員会, 2011.3.11, 日本機械輸出組合
- 「チュニジア、リビア、アルジェリアの民主化」, 中東の民主化を考える東京大学公開セミナー, 2011.3.2, 東京大学本郷キャンパス法文2号館
- 「北アフリカ情勢分析」, NHK BS おはよう世界 解説, 2011.2, NHK
- 「リビアの抗議デモ、民主化の動きについて」, テレビ東京 NEWS FINE 解説, 2011.2, テレビ東京
- 「リビア情勢について」, NHK国際放送局 NEWSアングル 解説, 2011.2, NHK
- 「中東・北アフリカでの反体制運動と今後の行方」, フジテレビBSプライムニュース 解説, 2011.2, フジテレビ
- 「中東情勢について」, CS朝日ニュースター 解説, 2011.2, テレビ朝日
- 「非対称情報と持続する権威主義体制：民主化の岐路」, 2010年度日本比較政治学会, 2010.6, 東京外国語大学 府中キャンパス
- 「ブーテフリカ大統領3選：アルジェリアの民主化の現状と今後の課題」, 2009年度「中東政治の構造変容」中東民主化研究班第1回研究会, 2009.7, 東京大学
- 「選挙、民主化、民主主義の定着―中東・北アフリカにおける民主化の実態と独裁の均衡」, 日本中東学会第24回年次大会, 2008.5, 千葉大学
- 「革命20周年―ベン・アリ政治と民主化」, 2007年度「中東政治の構造変容」中東民主化研究班第3回研究会, 2008.1, 東京大学
- 「Realité de la Démocratisation du Moyen-Orient et l’Afrique du Nord」, Séminar de RI organisé par Sciences-Po Paris, 2007.4, L'Institut d’Études Politiques de Paris

### 一般雑誌等への論文・記事等の掲載
- 2024年世界経済総予測「中東　欧米の二重基準と威信急落」毎日新聞出版株式会社, 2024.1.2
- 岩波『世界』12月号〈大国の大罪〉「「蔑まれた地」の声―リビアから考える」2023年12月
- 絶望のガザ「虐げられてきた中東の反乱　欧米は恥を知れ」『エコノミスト』, 18-23頁、毎日新聞出版株式会社, 2023.11.28
- インタビュー記事「中東の混乱、元凶は欧州の搾取　パレスチナが抱く「二重の憤り」」朝日新聞DIGITAL, 2023.10.21
- Le Japon, poussé à la remilitarisation par les tensions en Extrême-Orient, s’éloigne de son idéal pacifiste, Le Monde 2023年5月30日
- 米国なき世界秩序の序章の始まり 中露・サウジ・イランとの資源戦争、毎日新聞出版株式会社 エコノミスト 2023年4月25日
- （書評）ハビアー・ブラス、ジャック・ファーキー著『The World For Sale』（日本経済新聞出版　2022年10月）『日本経済新聞社』2023.1.13
- Le Japon face aux dilemmes de sa puissance militaire, Le Monde 2023年1月9日
- FOCUS: G-7 chair Japan should urge more nations to impose Russian sanctions、共同通信 2022年12月
- 食料危機の行方（下）中東・アフリカで社会不安も、日本経済新聞社 経済教室 2022年6月27日
- 食・モノ・カネ不足が招く「社会崩壊」の危機、毎日新聞出版株式会社 エコノミスト 2022年4月26日
- 新興国通貨、ラマダンのジレンマ コロナ感染の温床に、日本経済新聞社 日本経済新聞電子版 2022年4月22日
- ユーラシア2大国と「欧米」の新冷戦時代 緊急特集 ロシア暴走が招く世界大動乱、毎日新聞出版株式会社 エコノミスト 2022年3月15日
- 資源安保 中東から手を引く米国 サウジに接近する中露、毎日新聞出版株式会社 エコノミスト 2021年11月23日
- 特集 アフガン緊迫 素顔のタリバン 米ソ覇権が生んだタリバン、毎日新聞出版株式会社 エコノミスト 2021年10月19日
- 特別企画 国際紛争、どう終わらせる？ 「死の商人」が生み出した中東紛争、PHP研究所 ボイス 2021年10月
- 自らタリバンを産み、育て、利用した米国が報復に遭う日～米ソ冷戦時代からの歴史を振り返る、毎日新聞出版株式会社 エコノミスト 2021年8月18日
- 米国の対中国政策に利用される中東 バイデン政権は親イスラエルを継続、毎日新聞出版株式会社 エコノミスト 2021年6月22日
- 「文明の衝突」のいま（下） 排他主義に侵される西欧、日本経済新聞社 経済教室 2021年5月18日
- イランを追いつめたトランプの「後始末」、毎日新聞出版株式会社 エコノミスト 2021年1月26日
- イスラエルとUAE国交正常化 選挙目当てトランプ外交の危うさ、毎日新聞出版株式会社 エコノミスト 2020年9月29日
- イスラエルとUAE 国交正常化は米国の悪夢、毎日新聞出版株式会社 エコノミスト 2020年9月1日
- 世界の潮 リビア 終わりなき戦争―周辺国の代理戦争の場に、岩波書店 世界 2020年8月1日
- 特集 コロナ危機の経済学 国家をしのぐ「超企業」の時代 揺らぐ既存国家の「虚構」、毎日新聞出版株式会社 エコノミスト 2020年6月2日
- 新興国通貨にラマダンの影 モスク礼拝 コロナ感染拡大に警戒感、日本経済新聞社 日経ヴェリタス 2020年4月26日
- 米イラン対立の行方 無秩序地域拡大、米の重荷に、公益社団法人 昭和経済会 昭和経済 2020年3月
- 米イラン対立の行方 無秩序地域拡大、米の重荷に、日本経済新聞社 経済教室 2020年1月16
- トランプの危険なイラン挑発 中東で米露の代理戦争リスク, 毎日新聞出版株式会社 エコノミスト 2019年6月4日
- 基礎からわかる米国の中東関与 4ステップ, 毎日新聞出版株式会社 エコノミスト 2019年6月4日
- 「揺れる世界秩序「キングメーカー」ロシアの企図　過去最大の極東軍事演習  新冷戦とドル・原油・金」『エコノミスト』, 毎日新聞出版株式会社, 2018.11.27
- 「緊急　私はこう見る　サウジアラムコ　IPO断念　サウジはサウジ王家の家／アラムコとサウジは運命共同体」『エコノミスト』, 毎日新聞出版株式会社, 2018.9.25
- 「2018年世界経済下期マーケット予測 米国のイラン核合意離脱「核開発」競争の現実味」『エコノミスト』, 毎日新聞出版株式会社, 2018.7.3
- 「北朝鮮にとって「米国との融和」は自殺行為だ」『東洋経済ONLINE』, 東洋経済新報社, 2018.6.27
- 「「中東の憎悪」がなぜか欧州に向かう根本理由 戦火の「欧州・中東200年史」から読み解く」『東洋経済ONLINE』, 東洋経済新報社, 2018.6.8
- 「経済教室　混迷深まる中東（下）国際法運用に「大国の論理」」『日本経済新聞』, 日本経済新聞社, 2018.6.5朝刊
- 「時事深層 シリア 重層的に錯綜する周辺国の利害」『日経ビジネス』, 日経BP社, 2018.5.7
- 「国内に広がる異例の反政府デモ ハメネイ体制崩壊の始まり」『エコノミスト』, 毎日新聞出版株式会社, 2018.1.31
- 「2018世界経済総予測  中東情勢  サウジの内憂外患」『エコノミスト』, 毎日新聞出版株式会社, 2018.1.9
- 「美術館とソフトパワー」『NACT Review 国立新美術館研究紀要 No.4』, 国立新美術館, 2017.12.26
- 「ひと＆こと  ユネスコ新事務局長選出「脱退」米の説得つながるか」『エコノミスト』, 毎日新聞出版株式会社, 2017.10.31
- 「深層レポート  中東の新火薬庫  クルド自治区の明日」『週刊東洋経済』, 東洋経済新報社, 2017.10.28
- 「日経BPインタビュー  偉人は何を思う  「新渡戸稲造が国連事務総長だったら 北朝鮮、ロヒンギャ難民問題を考える」」『日経ビジネスONLINE』, 日経BP社, 2017.9.29
- 「イラク・モスル陥落  指導者失い統制不能のIS  テロが世界に拡散の危機」『エコノミスト』, 毎日新聞出版株式会社, 2017.8.7
- 巻頭言「日本よ、今こそ地政戦略を研ぎ澄ませ」『旬刊　経理情報』, 中央経済社, 2017.6.10, p.1.
- 「経済教室　仏大統領選後のEUと世界（下）【国家、市民の安全に責任を】」『日本経済新聞』, 日本経済新聞社, 2017.5.18朝刊, 27面
- 「フランス大統領選　マクロン勝利に安堵できない　ＥＵの正念場はまだ続く」『エコノミスト』, 毎日新聞出版株式会社, 2017.5.15, p.13-14.
- 「〔特集〕空爆・テロ・欧州　フランス　極右の資金源となった欧州議会　各国の「懐疑派」躍進の舞台に」『エコノミスト』, 毎日新聞出版株式会社, 2017.4.25, p.32-33.
- 「〔特集〕空爆・テロ・欧州　「ミュンヘン会談」の轍を踏まなかったトランプ」『エコノミスト』, 毎日新聞出版株式会社, 2017.4.25, p.19.
- 「エコノミストレポート　「沸騰都市」バクーを行く　資源に群がる欧米VS中露の攻防激化　ユーラシアを制する者が覇権を握る」『エコノミスト』, 毎日新聞出版株式会社, 2017.2.21, p.90-93.
- 「〔中東〕米国第一で臨むトランプ氏　長期的には米国の地位が失墜」『エコノミスト』, 毎日新聞出版株式会社, 2017.1.10, p.40-41.
- 「〔日本人に見えなかった中東の真実〕連載１３（最終回）　なぜ、日本は中東が必要なのか？」『エコノミスト』, 毎日新聞出版株式会社, 2016.12.6, p.68-69.
- 「〔日本人に見えなかった中東の真実〕連載１２　イスラム教国家に自由はないのか？」『エコノミスト』, 毎日新聞出版株式会社, 2016.11.29, p.70-71.
- 「〔日本人に見えなかった中東の真実〕連載１１　なぜ、欧州で極右勢力が支持されるのか？」『エコノミスト』, 毎日新聞出版株式会社, 2016.11.22, p.66-67.
- 「〔日本人に見えなかった中東の真実〕連載１０　なぜ、シリア問題は終結しないのか？」『エコノミスト』, 毎日新聞出版株式会社, 2016.11.15, p.72-73.
- 「〔日本人に見えなかった中東の真実〕連載９　なぜ、中国は中東に接近しているのか？」『エコノミスト』, 毎日新聞出版株式会社, 2016.11.8, p.72-73.
- 「〔日本人に見えなかった中東の真実〕連載８　なぜ、サウジとイランは国交断絶したのか？」『エコノミスト』, 毎日新聞出版株式会社, 2016.11.1, p.66-67.
- 「〔日本人に見えなかった中東の真実〕連載７　なぜ、中東・北アフリカは民主化が進まない？」『エコノミスト』, 毎日新聞出版株式会社, 2016.10.25, p.70-71.
- 「〔日本人に見えなかった中東の真実〕連載６　なぜ、リビアは４０年間も独裁国家だったのか？」『エコノミスト』, 毎日新聞出版株式会社, 2016.10.18, p.72-73.
- 「〔日本人に見えなかった中東の真実〕連載５　なぜ、ＩＳのテロが続くのか？」『エコノミスト』, 毎日新聞出版株式会社, 2016.10.11, p.68-69.
- 「〔日本人に見えなかった中東の真実〕連載４　なぜ、フランスでテロが起こったのか？」『エコノミスト』, 毎日新聞出版株式会社, 2016.10.4, p.48-49.
- 「〔日本人に見えなかった中東の真実〕連載３　なぜ、石油はドルで取引されるのか？」『エコノミスト』, 毎日新聞出版株式会社, 2016.9.27, p.66-67.
- 「〔日本人に見えなかった中東の真実〕連載２　なぜ、米国はイスラエルに肩入れするのか？」『エコノミスト』, 毎日新聞出版株式会社, 2016.9.20, p.68-69.
- 「〔日本人に見えなかった中東の真実〕連載１　なぜ、パレスチナでは紛争が絶えないのか？」『エコノミスト』, 毎日新聞出版株式会社, 2016.9.13, p.70-71.
- 「〔特集〕英国ＥＵ離脱の衝撃　１００年前の密約　中東混乱の根源はサイクス・ピコ協定　英国の「三枚舌外交」の罪と罰」『エコノミスト』, 毎日新聞出版株式会社, 2016.7.4, p.36.
- 「ベルギー連続テロの衝撃」『昭和経済』, 公益社団法人 昭和経済会, 2016.7, p.26-30.
- 「2016年中近東情勢の展望」『JMCジャーナル』, 日本機械輸出組合, 2016.5
- 「経済教室　ベルギー連続テロの衝撃（下）【『イスラム国』排除後の姿描け】」『日本経済新聞』, 日本経済新聞社, 2016.4.5朝刊, 26面
- 「中東の民主化は本当に不可能なのか」『東洋経済』, 東洋経済新報社, 2016.2.22, p.82-83.
- 「イラン制裁解除　高まる原油安リスク　厳しい中東の国家運営」『エコノミスト』, 毎日新聞出版株式会社, 2016.2.2, p.13.
- 「産油国、危機的な財政難」『日経ヴェリタス』, 日本経済新聞社, 2016.1.24, p.2.
- 「サウジアラビアVSイラン―開戦のない「危機」の理由」『The Platnews』, 2016.1.15
- 「テロに屈しないEUを保てるか　パリ同時多発テロ」『エコノミスト』, 毎日新聞出版株式会社, 2015.12.1
- 「経済教室　パリ同時テロが示すもの（上）【米仏、アラブ諸国と連携を】」『日本経済新聞』, 日本経済新聞社, 2015.11.24朝刊
- 「経済教室　後退する『アラブの春』（上）【『国家』『米欧民主主義』を懐疑】」『日本経済新聞』, 日本経済新聞社, 2015.5.11朝刊
- 「シェール革命が推進する米国の世界戦略」『中央公論』, 中央公論新社, 2015.4.10
- 「中東戦争 パレスチナ・イスラエル対立の歴史　第4次中東戦争から石油危機に」『エコノミスト』, 毎日新聞社, 2015.3.24
- 「論考 「アラブの春」のモデル狙ったか」『朝日新聞』, 朝日新聞社, 2015.3.21朝刊
- 「表現の自由とイスラム排斥懸念　背景に貧しい移民の経済格差」『エコノミスト』, 毎日新聞社, 2015.1.27
- 「最近の中東情勢と今後の展望―地中海・北アフリカ・湾岸諸国の情勢と今後の見通し―」『JMCジャーナル』, 日本機械輸出組合, 2014.11
- 「アジア重視とシェールで手薄の中東　怪物「イスラム国」は米国が生んだ」『エコノミスト』, 毎日新聞社, 2014.9.16
- 「特集地政学リスクと資源争奪　スエズ運河とアラブの春」『エコノミスト』, 毎日新聞社, 2014.4.15
- 「特集地政学リスクと資源争奪　ロシアの天然ガス　EUとの「冷たい戦い」」『エコノミスト』, 毎日新聞社, 2014.4.15
- 「土曜特集　「Gゼロ」世界と新たな国際秩序　インタビュー」『公明新聞』, 公明党機関紙局, 2014.3.29朝刊
- 「集団的自衛権の行使」『東京新聞』, 中日新聞東京本社, 2014.3.5朝刊
- 「米国の中東・北アフリカ政策　覇権掌握と秩序構築狙うも模索続く」『エコノミスト』, 毎日新聞社, 2014.2.4
- 「2014年中東情勢の展望」『JMCジャーナル』, 日本機械輸出組合, 2014.2
- 「欧州に倣う我が国の多角的エネルギー戦略」『JMCジャーナル』, 日本機械輸出組合, 2013.10
- 「中東和平　難航必至の交渉とオバマ大統領の思惑」『エコノミスト』, 毎日新聞社, 2013.8.27
- 「エジプト：クーデターと移行軍事政権の今後について」『JMCジャーナル』, 日本機械輸出組合, 2013.8
- 「国際安全保障におけるトルコの重要性と米欧の痛手」『エコノミスト』, 毎日新聞社, 2013.6.25
- 「Gゼロで生まれる権力の真空地帯　アルジェリアと資源と日本」『エコノミスト』, 毎日新聞社, 2013.2.12
- 「2013年マーケット総予測　新たな世界秩序　国家を超えて加速するパワーシフト　時代は米国覇権からG3体制へ」『エコノミスト』, 毎日新聞社,2012.12.25
- 「イスラエルのガザ空爆　政権への不満をそらす強硬策　対イランで米国牽制の思惑も」『エコノミスト』, 毎日新聞社, 2012.12.4
- 「国連武力介入の可能性と周辺波及するシリア問題」『JMCジャーナル』, 日本機械輸出組合, 2012.11
- 「中東に忍び寄る危機　小麦に散った独裁政権　食料価格は政治の生命線」『エコノミスト』, 毎日新聞社, 2012.10.2
- 「資源と政治・宗教　シェールガス革命で変わる米国、イスラエル、中東の力学」『エコノミスト』, 毎日新聞社, 2012.9.4
- 「米欧がイラン経済制裁を強化　イスラエル単独攻撃観測も」『エコノミスト』, 毎日新聞社, 2012.7.17
- 「エジプト権力闘争激化へ－周辺国家への経済的波紋」『JMCジャーナル』, 日本機械輸出組合, 2012.7
- 「チュニジアの民主化と国際社会」『歴史地理教育』, 歴史教育者協議会, 2012.6.1
- 「イラン・中東　イランの核開発と原油高騰問題の行方」『エコノミスト』, 毎日新聞社, 2012.5.8
- 「緊張が高まるシリアとイラン」『JMCジャーナル』, 日本機械輸出組合, 2012.4
- 「「石油」に翻弄されてきたリビア」『青淵』, 公益財団法人 渋沢栄一記念財団, 2012.3.1
- 「混迷を深めるシリア、再生へ向けて手探りが続く北アフリカ」『JMCジャーナル』, 日本機械輸出組合, 2012.3
- 「アラブの春　目指すのはトルコ型の民主化だが、手探りが続く」『エコノミスト』, 毎日新聞社, 2012.2.13
- 「エコノミストレポート　2012年の中東　拡大するイラン・シーア派と流動化する湾岸情勢」『エコノミスト』, 毎日新聞社, 2012.1.17
- 「チュニジア制憲議会選挙を受けて」『JMCジャーナル』, 日本機械輸出組合, 2011.12
- 「エマージングリサーチ　アルジェリア　産業育成　成長持続の焦点」『日経ヴェリタス』, 日本経済新聞社, 2011.10.30
- 「チュニジア　イスラム化は誤解」『毎日新聞』, 毎日新聞社, 2011.10.29朝刊
- 「パレスチナ問題　国連加盟申請で緊迫－米国の二重外交も限界に」『エコノミスト』, 毎日新聞社, 2011.10.18
- 「エコノミストレポート　リビア崩壊と中東・北アフリカの政治力学－欧米諸国のご都合主義を排せるか」『エコノミスト』, 毎日新聞社, 2011.9.27
- 「カダフィ体制崩壊－国内政治に忙しい欧米　リビア新体制確立は困難か」『エコノミスト』, 毎日新聞社, 2011.9.6
- 「エコノミストレポート　展望なき北アフリカ・中東「民主化」の行方」『エコノミスト』, 毎日新聞社, 2011.7.4
- 「民主化の行方」『JMCジャーナル』, 日本機械輸出組合, 2011.7
- 「中東民主化・新しい時代へ」『JMCジャーナル』, 日本機械輸出組合, 2011.5
- 「エマージングリサーチ　南アフリカ　新興国との貿易伸ばせるか」『日経ヴェリタス』, 日本経済新聞社, 2011.4.24
- 「債務危機はあるか　ジャスミン革命は欧米金融機関に大打撃」『エコノミスト』, 毎日新聞社, 2011.4.5
- 「米国の葛藤　ご都合主義は許されなくなったアメリカの中東政策」『エコノミスト』, 毎日新聞社, 2011.3.22
- 「誰も殺さない国になって」『朝日新聞』, 朝日新聞社, 2011.2.25夕刊
- 「民意読めぬ独裁者」『毎日新聞』, 2011.2.23朝刊
- 「エジプト・ムバラクを降ろさせた景気の悪化とインターネット」『エコノミスト』, 毎日新聞社, 2011.2.7
- 「エマージングリサーチ　ナイジェリア　脱・原油依存、カギ握る中国」『日経ヴェリタス』, 日本経済新聞社, 2011.1.30

## その他
ゼミ生運営　一橋大学社会学部　福富国際政治ゼミ
- https://fukutomiseminar.wixsite.com/fukutomiseminar